# Phronimella elongata
Phronimella elongata är en kräftdjursart som först beskrevs av Claus 1862.  Phronimella elongata ingår i släktet Phronimella och familjen Phronimidae. Inga underarter finns listade i Catalogue of Life.